# Liste der Lieder von Madeline Juno
Dies ist eine Liste der aufgenommenen und veröffentlichten Lieder der deutschen Singer-Songwriterin Madeline Juno. Die Reihenfolge der Titel ist alphabetisch nach „Neukompositionen“ und „Unveröffentlichte Lieder“ sortiert. Sie gibt Auskunft über die Urheber und auf welchem Tonträger die Lieder erstmals zu finden sind. Ausgenommen in dieser Liste sind eigene Neuauflagen (Coverversionen) ohne anderer Besetzung.

## Neukomposition

### #
| Titel                               | Autoren                                           | Album                             | Jahr |
| ----------------------------------- | ------------------------------------------------- | --------------------------------- | ---- |
| 21 Gramm (Klan feat. Madeline Juno) | Michael Heinrich, Stefan Heinrich                 | Das Ende der Welt                 | 2024 |
| 99 Probleme                         | Joschka Bender, Madeline Juno, Wieland Stahnecker | Besser kann ich es nicht erklären | 2022 |

### A
| Titel                                          | Autoren                                                        | Album           | Jahr |
| ---------------------------------------------- | -------------------------------------------------------------- | --------------- | ---- |
| Alles schon okay (Blinker feat. Madeline Juno) | Madeline Juno, Antonia Rug, Wieland Stahnecker                 | Gegen die Angst | 2022 |
| Always This Way                                | Madeline Juno, Dave Roth                                       | The Unknown     | 2014 |
| Anfangen aufzuhören                            | Oliver Epsom, Madeline Juno                                    | Was bleibt      | 2019 |
| Anomalie                                       | Joschka Bender, Madeline Juno, Wieland Stahnecker, Tom Ulrichs | Anomalie, Pt. 1 | 2025 |
| Another You                                    | Madeline Juno, Dave Roth                                       | The Unknown     | 2014 |
| Automatisch                                    | Oliver Epsom, Madeline Juno, Fabrice Noel, Rainer Rütsch       | Was bleibt      | 2019 |

### B
| Titel                           | Autoren                                                                        | Album                      | Jahr |
| ------------------------------- | ------------------------------------------------------------------------------ | -------------------------- | ---- |
| Better Days (als Teil von Wier) | Simon Müller-Lerch, Pascal Reinhardt, Joe Walter, Nico Wellenbrink             | —                          | 2022 |
| Borderline                      | Oliver Epsom, Madeline Juno, Jonathan Kurz                                     | Was bleibt                 | 2018 |
| Broken                          | Markus Brosch, Madeline Juno, Michael Hunter Ochs                              | Salvation (Deluxe Edition) | 2016 |
| Butterfly Effect                | Joschka Bender, Wanja Bierbaum, Madeline Juno, Wieland Stahnecker, Tom Ulrichs | Anomalie, Pt. 1            | 2025 |

### C
| Titel        | Autoren                                                           | Album           | Jahr |
| ------------ | ----------------------------------------------------------------- | --------------- | ---- |
| Center Shock | Joschka Bender, Wanja Bierbaum, Madeline Juno, Wieland Stahnecker | Anomalie, Pt. 1 | 2025 |
| Cliché       | David Jürgens, Madeline Juno, Michael Hunter Ochs                 | Salvation       | 2016 |

### D
| Titel               | Autoren                                           | Album                                                          | Jahr |
| ------------------- | ------------------------------------------------- | -------------------------------------------------------------- | ---- |
| Day One             | Madeline Juno, Dave Roth                          | The Unknown                                                    | 2014 |
| DNA                 | Oliver Epsom, Madeline Juno                       | DNA                                                            | 2017 |
| Do It Again         | David Jost, Madeline Juno, Dave Roth              | The Unknown                                                    | 2014 |
| Drei Worte          | Oliver Epsom, Madeline Juno                       | DNA                                                            | 2017 |
| Du fändest es schön | Joschka Bender, Madeline Juno, Wieland Stahnecker | Besser kann ich es nicht erklären • Bevor ich dich vergesse EP | 2021 |
| Durchsichtig        | Joschka Bender, Martin Haller, Madeline Juno      | DNA                                                            | 2017 |

### E
| Titel               | Autoren                                     | Album                             | Jahr |
| ------------------- | ------------------------------------------- | --------------------------------- | ---- |
| Ego You             | Madeline Juno, Dave Roth                    | The Unknown                       | 2014 |
| Error               | David Jost, Madeline Juno, Dave Roth        | The Unknown                       | 2014 |
| Es hat sich gelohnt | Steffen Graef, Madeline Juno, Hanni Schäfer | Besser kann ich es nicht erklären | 2022 |

### F
| Titel           | Autoren                                                           | Album                               | Jahr |
| --------------- | ----------------------------------------------------------------- | ----------------------------------- | ---- |
| Feel You        | David Jost, Madeline Juno, Dave Roth                              | The Unknown                         | 2014 |
| Für immer       | Marcus Brosch, Madeline Juno                                      | Wendy – Das Musikalbum zum Kinofilm | 2017 |
| Fuck Marry Kill | Joschka Bender, Wanja Bierbaum, Madeline Juno, Wieland Stahnecker | Anomalie, Pt. 1                     | 2025 |

### G
| Titel         | Autoren                                                          | Album         | Jahr |
| ------------- | ---------------------------------------------------------------- | ------------- | ---- |
| Geliehen      | Joseph Cass, Oliver Epsom, Madeline Juno                         | Was bleibt    | 2019 |
| Gewissenlos   | Steven Bashir, Joschka Bender, Madeline Juno, Wieland Stahnecker | Nur zu Besuch | 2023 |
| Gib doch nach | Oliver Epsom, Madeline Juno                                      | Was bleibt    | 2019 |
| Gift          | Oliver Epsom, Madeline Juno                                      | DNA           | 2017 |
| Grund genug   | Oliver Epsom, Madeline Juno                                      | Was bleibt    | 2019 |

### H
| Titel                                     | Autoren                                                                 | Album                      | Jahr |
| ----------------------------------------- | ----------------------------------------------------------------------- | -------------------------- | ---- |
| Hab ich dir je gesagt…                    | Joschka Bender, Wanja Bierbaum, Madeline Juno, Wieland Stahnecker       | Anomalie, Pt. 1            | 2025 |
| Halt mich fest                            | Oliver Epsom, Madeline Juno                                             | DNA                        | 2017 |
| Herzchen                                  | Madeline Juno                                                           | Salvation (Deluxe Edition) | 2016 |
| Hindsight                                 | Madeline Juno, Dave Roth, Kim Wennerström                               | Salvation                  | 2016 |
| Hotel (Max Giesinger feat. Madeline Juno) | Max Giesinger, Martin Haller, Madeline Juno, Jens Schneider, Joe Walter | Vier                       | 2021 |

### I
| Titel                                                  | Autoren                                                                                      | Album                  | Jahr |
| ------------------------------------------------------ | -------------------------------------------------------------------------------------------- | ---------------------- | ---- |
| Ich sterbe zuerst                                      | Joschka Bender, Madeline Juno, Wieland Stahnecker                                            | Nur zu Besuch          | 2023 |
| Ich wache auf                                          | Oliver Epsom, Madeline Juno                                                                  | Waldbrand (EP)         | 2016 |
| In anderen Armen                                       | Joschka Bender, Vanessa Dulhofer, Esther Graf, Alex Isaak, Madeline Juno, Wieland Stahnecker | Frag für ne Freundin   | 2024 |
| In Farbe                                               | Oliver Epsom, Madeline Juno                                                                  | Waldbrand (EP)         | 2016 |
| If This Was a Movie                                    | Madeline Juno, Dave Roth                                                                     | The Unknown            | 2014 |
| Immer an dich geglaubt (Lina Maly feat. Madeline Juno) | Madeline Juno, Lina Maly                                                                     | Hush Hush / Hamburg II | 2023 |
| Into the Night                                         | Madeline Juno, Katrina Noorbergen, Tim Morten Uhlenbrock                                     | Salvation              | 2016 |

### J
| Titel     | Autoren                                                           | Album                             | Jahr |
| --------- | ----------------------------------------------------------------- | --------------------------------- | ---- |
| Jalousien | Nina Chuba, Yannick Johannknecht, Madeline Juno, Adrian Kitzinger | Spirit of Ecstasy                 | 2022 |
| Jedes Mal | Max Giesinger, Steffen Graef, Madeline Juno, Klaus Sahm           | Besser kann ich es nicht erklären | 2022 |

### K
| Titel                  | Autoren       | Album                      | Jahr |
| ---------------------- | ------------- | -------------------------- | ---- |
| Küss’ die kalten Jungs | Madeline Juno | Salvation (Deluxe Edition) | 2016 |

### L
| Titel                                      | Autoren                                                           | Album                                                          | Jahr |
| ------------------------------------------ | ----------------------------------------------------------------- | -------------------------------------------------------------- | ---- |
| Lass mich los                              | Joschka Bender, Madeline Juno, Wieland Stahnecker                 | Besser kann ich es nicht erklären • Bevor ich dich vergesse EP | 2021 |
| Lawine                                     | Joschka Bender, Wanja Bierbaum, Madeline Juno, Tom Ulrichs        | Nur zu Besuch                                                  | 2024 |
| Less Than a Heartbreak                     | David Jürgens, Madeline Juno, Michael Hunter Ochs                 | Salvation                                                      | 2016 |
| Liebe in Spiegelschrift                    | Joschka Bender, Wanja Bierbaum, Madeline Juno, Wieland Stahnecker | Anomalie, Pt. 1                                                | 2025 |
| Life Goals                                 | Joschka Bender, Madeline Juno, Wieland Stahnecker                 | Nur zu Besuch                                                  | 2024 |
| Like Lovers Do                             | Madeline Juno, Dave Roth                                          | The Unknown                                                    | 2014 |
| LiLiLiebe (Mieze Katz feat. Madeline Juno) | Mya Audrey, Madeline Juno, Maria Mummert, Antonia Rug             | dafür oder dagegen                                             | 2025 |
| Lovesong                                   | Joschka Bender, Madeline Juno, Wieland Stahnecker                 | Nur zu Besuch                                                  | 2023 |

### M
| Titel                                                                       | Autoren | Album           | Jahr        |
| --------------------------------------------------------------------------- | --- | --------------- | ----------- |
| Mediocre                                                                    | Joschka Bender, Wanja Bierbaum, Madeline Juno, Wieland Stahnecker                                                                      | Anomalie, Pt. 1 | 2025        |
| Mehr von dir (Mike Singer feat. Madeline Juno)                              | Ossama El Bourno, Madeline Juno, Mike Singer                                                                                           | —               | 2022        |
| Mein Herz tanzt                                                             | Oliver Epsom, Madeline Juno | DNA             | 2017        |
| Melancholy Heartbeat                                                        | Madeline Juno, Dave Roth | The Unknown     | 2014        |
| Mitte Zwanzig                                                               | Joschka Bender, Madeline Juno, Wieland Stahnecker                                                                                      | Nur zu Besuch   | 2024        |
| Murphy’s Law — Du tust mir nicht gut (Jumpa & Sampagne feat. Madeline Juno) | Joschka Bender, Madeline Juno, Wieland Stahnecker — Joschka Bender, Madeline Juno, Lennard Oestmann, Wieland Stahnecker, Samuel Wernik | Nur zu Besuch — | 2023 — 2024 |

### N
| Titel                                                    | Autoren                                                                            | Album                                                                                  | Jahr |
| -------------------------------------------------------- | ---------------------------------------------------------------------------------- | -------------------------------------------------------------------------------------- | ---- |
| Neukölln                                                 | Madeline Juno                                                                      | Besser kann ich es nicht erklären • Bevor ich dich vergesse EP                         | 2021 |
| New York                                                 | Oliver Epsom, Madeline Juno                                                        | Was bleibt                                                                             | 2019 |
| Nicht ich                                                | Steven Bashir, Joschka Bender, Madeline Juno, Alexander Knolle, Wieland Stahnecker | Nur zu Besuch                                                                          | 2024 |
| No Words                                                 | Axel Ehnström, Madeline Juno, Jonas W. Karlsson                                    | Salvation                                                                              | 2016 |
| Normal fühlen — Normal fühlen (Akustik) (feat. Alex Lys) | Steven Bashir, Madeline Juno, Alexander Knolle                                     | Besser kann ich es nicht erklären — Besser kann ich es nicht erklären (Deluxe-Edition) | 2022 |
| November — November (Akustik) (feat. Esther Graf)        | Joschka Bender, Madeline Juno, Wieland Stahnecker                                  | Besser kann ich es nicht erklären — Besser kann ich es nicht erklären (Deluxe-Edition) | 2021 |
| Nüchtern (Kayef feat. Madeline Juno)                     | Kai Fichtner (Kayef), Madeline Juno, Dennis Neuer                                  | Modus                                                                                  | 2018 |
| Nur kurz glücklich (feat. Max Giesinger)                 | Steven Bashir, Max Giesinger, Madeline Juno, Alexander Knolle                      | Besser kann ich es nicht erklären                                                      | 2021 |
| Nur zu Besuch                                            | Joschka Bender, Madeline Juno, Wieland Stahnecker                                  | Nur zu Besuch                                                                          | 2023 |

### O
| Titel        | Autoren                                        | Album                                                          | Jahr |
| ------------ | ---------------------------------------------- | -------------------------------------------------------------- | ---- |
| Obsolet      | Steven Bashir, Madeline Juno, Alexander Knolle | Besser kann ich es nicht erklären • Bevor ich dich vergesse EP | 2020 |
| Ohne Kleider | Joey Cass, Oliver Epsom, Madeline Juno         | DNA                                                            | 2017 |
| On My Toes   | Madeline Juno, Kim Wennerström                 | Salvation                                                      | 2016 |

### P
| Titel                           | Autoren                                           | Album                             | Jahr |
| ------------------------------- | ------------------------------------------------- | --------------------------------- | ---- |
| Phantomschmerz                  | Oliver Epsom, Madeline Juno                       | DNA                               | 2017 |
| Please Don’t Have Somebody Else | Axel Ehnström, Madeline Juno, Jonas Karlsson      | Salvation                         | 2016 |
| Plot Twist                      | Joschka Bender, Madeline Juno, Wieland Stahnecker | Besser kann ich es nicht erklären | 2022 |

### Q
| Titel      | Autoren                                         | Album     | Jahr |
| ---------- | ----------------------------------------------- | --------- | ---- |
| Quick Sand | Oliver Epsom, Madeline Juno, Katrina Noorbergen | Salvation | 2016 |

### R
| Titel       | Autoren                                                           | Album                      | Jahr |
| ----------- | ----------------------------------------------------------------- | -------------------------- | ---- |
| Reservetank | Joschka Bender, Wanja Bierbaum, Madeline Juno, Wieland Stahnecker | Anomalie, Pt. 1            | 2025 |
| Restless    | Oliver Epsom, Madeline Juno, Katrina Noorbergen                   | Salvation (Deluxe Edition) | 2016 |

### S
| Titel                                             | Autoren                                                                        | Album                             | Jahr |
| ------------------------------------------------- | ------------------------------------------------------------------------------ | --------------------------------- | ---- |
| Sad Girl Shit                                     | Joschka Bender, Madeline Juno, Wieland Stahnecker                              | Nur zu Besuch                     | 2024 |
| Safe Kind of Sadness                              | Axel Ehnström, Madeline Juno, Kim Wennerström                                  | Salvation (Deluxe Edition)        | 2016 |
| Salvation                                         | Madeline Juno, Dave Roth                                                       | Salvation                         | 2016 |
| Same Sky                                          | Madeline Juno, Dave Roth                                                       | The Unknown                       | 2014 |
| Second Time Around                                | Madeline Juno, Dave Roth                                                       | The Unknown                       | 2014 |
| Schatten ohne Licht                               | Oliver Epsom, Madeline Juno                                                    | DNA                               | 2017 |
| Schlimmster Mensch der Welt                       | Joschka Bender, Wanja Bierbaum, Madeline Juno, Wieland Stahnecker, Tom Ulrichs | Anomalie, Pt. 1                   | 2025 |
| Schwarz weiß                                      | Oliver Epsom, Madeline Juno                                                    | Was bleibt                        | 2019 |
| Six Cigarettes                                    | Madeline Juno, Dave Roth                                                       | The Unknown                       | 2014 |
| So Strong                                         | Josef Bach, Madeline Juno, Arne Schumann                                       | You Are Wanted (Season 2)         | 2018 |
| Solange wir fahren (Alex Lys feat. Madeline Juno) | Madeline Juno, Alexander Knolle, Fabian Römer                                  | Novemberkind                      | 2022 |
| Sommer, Sonne, Depression                         | Joschka Bender, Madeline Juno, Wieland Stahnecker                              | Besser kann ich es nicht erklären | 2021 |
| Sonne & Mond (Julian le Play feat. Madeline Juno) | Florence Arman, Julian Heidrich, Johannes Römer, Alexander Teschauer           | Sonne Mond Sterne • Tandem        | 2019 |
| Stadt im Hinterland                               | Oliver Epsom, Madeline Juno                                                    | Waldbrand (EP)                    | 2016 |
| Still                                             | Oliver Epsom, Madeline Juno                                                    | DNA                               | 2017 |
| Stupid Girl                                       | Marcus Brosch, Madeline Juno, Michael Hunter Ochs                              | Salvation                         | 2016 |
| Sympathy                                          | Madeline Juno, Dave Roth                                                       | The Unknown                       | 2014 |

### T
| Titel                                          | Autoren                                           | Album                                                  | Jahr |
| ---------------------------------------------- | ------------------------------------------------- | ------------------------------------------------------ | ---- |
| The Unknown                                    | Madeline Juno, Dave Roth                          | The Unknown                                            | 2014 |
| The Water (I Heart Sharks feat. Madeline Juno) | Pierre Beecroft, Jonas Verwijnen                  | Hideaway                                               | 2016 |
| Tu was du willst                               | Joschka Bender, Madeline Juno, Wieland Stahnecker | Besser kann ich es nicht erklären • She Inspired Me EP | 2021 |

### U
| Titel      | Autoren                                                 | Album                                                          | Jahr |
| ---------- | ------------------------------------------------------- | -------------------------------------------------------------- | ---- |
| Über Dich  | Steven Bashir, Madeline Juno, Alexander Knolle          | Besser kann ich es nicht erklären • Bevor ich dich vergesse EP | 2020 |
| Unser Lied | Joschka Bender, Henrik Böhl, Madeline Juno, Jan Listing | DNA                                                            | 2017 |

### V
| Titel                                                                  | Autoren                                                                                            | Album                                                                                  | Jahr |
| ---------------------------------------------------------------------- | -------------------------------------------------------------------------------------------------- | -------------------------------------------------------------------------------------- | ---- |
| Verlernt                                                               | Oliver Epsom, Madeline Juno                                                                        | Waldbrand (EP)                                                                         | 2016 |
| Verlier mich in dir                                                    | Oliver Epsom, Madeline Juno                                                                        | DNA                                                                                    | 2017 |
| Vermisse gar nichts — Vermisse gar nichts (Akustik) (feat. Wilhelmine) | Steven Bashir, Madeline Juno, Alexander Knolle                                                     | Besser kann ich es nicht erklären — Besser kann ich es nicht erklären (Deluxe-Edition) | 2022 |
| Version von mir                                                        | Steven Bashir, Joschka Bender, Wanja Bierbaum, Madeline Juno, Alexander Knolle, Wieland Stahnecker | Nur zu Besuch                                                                          | 2024 |
| Versprich mir du gehst (feat. 1986zig)                                 | 1986zig, Steven Bashir, Joschka Bender, Madeline Juno, Wieland Stahnecker                          | Nur zu Besuch                                                                          | 2023 |
| Vertigo                                                                | Madeline Juno, Dave Roth                                                                           | The Unknown                                                                            | 2014 |
| Von jetzt an                                                           | David Jürgens, Madeline Juno, Alexander Zuckowski                                                  | DNA                                                                                    | 2017 |
| Vor dir                                                                | Joseph Cass, Oliver Epsom, Madeline Juno                                                           | Was bleibt                                                                             | 2019 |
| Vorsicht zerbrechlich                                                  | Joschka Bender, Wanja Bierbaum, Madeline Juno, Wieland Stahnecker                                  | Anomalie, Pt. 1                                                                        | 2025 |

### W
| Titel                                            | Autoren                                                                                            | Album          | Jahr |
| ------------------------------------------------ | -------------------------------------------------------------------------------------------------- | -------------- | ---- |
| Waldbrand                                        | Oliver Epsom, Madeline Juno                                                                        | Waldbrand (EP) | 2016 |
| Was bleibt                                       | Joseph Cass, Oliver Epsom, Madeline Juno                                                           | Was bleibt     | 2019 |
| Was weiß ich schon                               | Steven Bashir, Joschka Bender, Wanja Bierbaum, Madeline Juno, Wieland Stahnecker                   | Nur zu Besuch  | 2024 |
| Was zu verlieren                                 | Steven Bashir, Joschka Bender, Wanja Bierbaum, Madeline Juno, Alexander Knolle, Wieland Stahnecker | Nur zu Besuch  | 2024 |
| What You Meant to Me (Berre feat. Madeline Juno) | Madeline Juno, Tillmann Loch, Berre Vandenbussche                                                  | —              | 2025 |
| Wenn es dich gibt                                | Joseph Cass, Oliver Epsom, Madeline Juno                                                           | Was bleibt     | 2019 |
| Wenn ich angekommen bin                          | Joey Cass, Oliver Epsom, Madeline Juno                                                             | DNA            | 2017 |
| Wimpernschlag (Patrikk feat. Madeline Juno)      | Madeline Juno, Patrik Wamser                                                                       | Zuflucht       | 2018 |

### Y
| Titel          | Autoren                                                  | Album     | Jahr |
| -------------- | -------------------------------------------------------- | --------- | ---- |
| Yellow Car     | Axel Ehnström, Madeline Juno, Jonas Karlsson             | Salvation | 2016 |
| You Know What? | Axel Ehnström, Madeline Juno, Kim Wennerström            | Salvation | 2016 |
| Youth          | Asbjørn, Oliver Epsom, Madeline Juno, Katrina Noorbergen | Salvation | 2016 |

### Z
| Titel           | Autoren                                    | Album      | Jahr |
| --------------- | ------------------------------------------ | ---------- | ---- |
| Zeitlupe        | Joschka Bender, Madeline Juno, Jan Listing | DNA        | 2017 |
| Zu zweit allein | Madeline Juno                              | Was bleibt | 2019 |

## Coverversionen
| Titel                                                                  | Autoren                                                                                             | Album                                                   | Jahr |
| ---------------------------------------------------------------------- | --------------------------------------------------------------------------------------------------- | ------------------------------------------------------- | ---- |
| Drive Darling                                                          | Sonja Glass, Valeska Anna Steiner, Philipp Steinke                                                  | She Inspired Me                                         | 2021 |
| Dein Hurra                                                             | Axel Bosse, Judith Holofernes, Philipp Steinke                                                      | Sing meinen Song – Das Tauschkonzert, Vol. 12 (Sampler) | 2025 |
| Du da im Radio                                                         | Rolf Zuckowski                                                                                      | Giraffenaffen 8 (Sampler)                               | 2023 |
| Ein besserer Mensch (Peter Plate & Ulf Leo Sommer feat. Madeline Juno) | Joshua Lange, Peter Plate, Ulf Leo Sommer                                                           | Ku’damm 56 – Das Musical (Deluxe Edition)               | 2022 |
| Ernten was wir säen                                                    | Michael Beck, Thomas Dürr, Andreas Rieke, Michael B. Schmidt                                        | Sing meinen Song – Das Tauschkonzert, Vol. 12 (Sampler) | 2025 |
| Fallschirm                                                             | Maria Mummert, Andy Penn, Robert Schütze, Gunnar Spies                                              | Sing meinen Song – Das Tauschkonzert, Vol. 12 (Sampler) | 2025 |
| Last Christmas                                                         | George Michael                                                                                      | So klingt Weihnachten (Sampler)                         | 2020 |
| Liebe ist…                                                             | Daniel Großmann, Dag-Alexis Kopplin, Matthias Mania, Vincent Stein, Nils Wehowsky                   | Sing meinen Song – Das Tauschkonzert, Vol. 12 (Sampler) | 2025 |
| Paula (Akustisch) (Wilhelmine feat. Madeline Juno)                     | Tristan Kühn, Daniel Schaub, Wilhelmine Schneider                                                   | —                                                       | 2023 |
| Last Hope                                                              | Hayley Williams, Taylor York                                                                        | She Inspired Me                                         | 2021 |
| Someone Else – Someone Else (mit ClockClock)                           | Christopher Brenner, Hubertus Dahlem, Fabian Fieser, Bojan Kalajdzic, Pascal Reinhardt, Mark Vonsin | Sing meinen Song – Das Tauschkonzert, Vol. 12 (Sampler) | 2025 |
| Wie geht’s dir eigentlich (Florian Künstler feat. Madeline Juno)       | Daniel Flamm, Jules Kalmbacher, Florian Künstler, Stephan Piez, Jens Schneider                      | Songpoeten Session                                      | 2020 |
| Wonders – Wonders (mit Michael Patrick Kelly)                          | Daniel Flamm, Robin Grubert, Michael Patrick Kelly                                                  | Sing meinen Song – Das Tauschkonzert, Vol. 12 (Sampler) | 2025 |

## Unveröffentlichte Lieder
| Titel                         | Autoren                                          | Information                                                                                | Jahr |
| ----------------------------- | ------------------------------------------------ | ------------------------------------------------------------------------------------------ | ---- |
| The A Team                    | Ed Sheeran                                       | Duett mit Benoby während der Salvation Tour in München am 23. Oktober 2016.                | 2016 |
| All Across the Oceans         |                                                  | Ursprünglich geplante Veröffentlichung für The Unknown. Teil der The Unknown Tour.         | 2014 |
| Can’t Help Falling in Love    | Luigi Creatore, Hugo Peretti, George David Weiss | Teil der Acoustic Tour 2019.                                                               | 2019 |
| Eiskristalle                  |                                                  | Teil der The Unknown Tour.                                                                 | 2014 |
| Ich dein und du mein          |                                                  | Teil während eines Auftritts im Vorprogramm von Tom Beck.                                  | 2012 |
| Ins Blaue (mit Max Giesinger) | Mia Aegerter, Max Giesinger, Jens Schneider      | Gastauftritt bei Giesingers Konzert in der Offenburger Oberrheinhalle am 21. Oktober 2017. | 2017 |
| Pulling Heartstrings          |                                                  | Teil während eines Auftritts im Vorprogramm von Tom Beck.                                  | 2012 |
| Stay                          |                                                  | Ursprünglich geplante Veröffentlichung für The Unknown. Teil der The Unknown Tour.         | 2014 |
| With You                      | Madeline Juno, Marco Lesche                      | Soundtrack zum ZDF-Film Geheime Schatten und Videoauskopplung.                             | 2022 |